# جحين (لودر)

تعديل مصدري - تعديل

جحين هي إحدى قرى عزلة زارة بمديرية لودر التابعة لمحافظة أبين، بلغ تعداد سكانها 233 نسمة حسب تعداد اليمن لعام 2004.